# Grâce et Dénuement
Grâce et Dénuement est un récit d'Alice Ferney paru en 1997 sur une famille gitane installée de façon illégale sur un terrain privé près d'une grande ville.
Une bibliothécaire nommée Esther fait un jour la rencontre de la famille de gitans vivant sur un terrain vague, c'est le départ d'une formidable aventure où s’entremêlera drame et passion, autour des enfants gitans, de la « vieille », et des parents.
La jeune femme en question vient lire des livres aux jeunes enfants. C'est le genre de travail que font les bibliothécaires avec leur charrette à livres dans les quartiers difficiles et sur les terrains des gens du voyage. Et, au fur et à mesure des chapitres, Esther va apprendre à connaître et à aimer chacun, ou presque, des membres de cette famille.
Ayant obtenu le Prix 1998 de la culture et bibliothèques pour tous, Grâce et Dénuement est mis par plusieurs lycées français dans leur programme de littérature,.
Le thème du livre s'apparente quelque peu à celui de Béatrix Beck, La Décharge (1979).
Il s'agit d'un roman se déroulant à notre époque et ayant pour cadre la vie des Gitans vivants dans un terrain abandonné.
Un jour, une bibliothécaire vient les voir et propose de faire la lecture aux enfants. Esther, la quarantaine, mariée et deux enfants va ainsi peu à peu leur faire découvrir le monde des livres.
Pour se faire accepter par les Gitans, Esther devra d'abord être reconnue par celle qui dirige la famille : Angéline, la grand-mère. Elle vit avec ses cinq fils et presque autant de belle-fille et c'est elle qui tient la communauté soudée.
Si au début elle appelle Esther la gadjé, ce qui signifie « celui ou celle qui n'est pas Gitan », elle finira par l'accepter et en viendra même à l'apprécier.
Ce qui n'est pas de trop lorsque les Gitans traverseront divers malheurs. Esther ne juge pas, elle vient tous les mercredis pour lire des histoires aux enfants, qui apprécient de plus en plus ce rituel. Esther finira même par réussir à convaincre les parents d'Anita de la scolariser, ce qui n'ira pas sans heurts.
La lecture est au cœur de l'histoire, elle l'accompagne pour en dévoiler la force lors des moments tragiques. Les hommes ont besoin d'histoires à raconter et ce livre, écrit comme un fleuve, en est une preuve. De toutes petites touches discrètes de jalons historiques parsèment le roman, comme l'évocation de la shoah par la grand-mère, Angéline. Le lieu de l'histoire est décrit succinctement : une banlieue, une école, l'hôpital sont les rares mots qui permettent de situer le récit. Cela donne une impression de surplace.
Pour autant la lecture est fluide et sans temps morts. Les phrases courtes et collées les unes aux autres la plupart du temps rendent vivante la spontanéité des Gitans et surtout de leurs enfants.
La narration et le dialogue se mélangent allégrement et cela n'entrave en rien la lecture : l'écriture est si fluide qu'il n'y a jamais de doute sur le locuteur ou s'il s'agit de narration: l'autrice passe du coq à l'âne de manière naturelle.
Ce fut une belle lecture, une mise en abîme de ce qui fait la force des mots: créer ces images qui virevoltent dans nos esprits pour leur permettre d'accéder au rêve sans jamais quitter la terre.